# El Bouihi
El Bouihi è un comune dell'Algeria, situato nella provincia di Tlemcen.